# Marisa Musu
Pour les articles homonymes, voir Musu.
Marisa Musu (Rome, 18 avril 1925 – Rome, 3 novembre 2002) est une résistante et journaliste italienne, Médaille d'argent de la valeur militaire.

## Biographie
Marisa Musu surnommée Rosa est issue d'une famille sarde de sensibilité antifasciste, en effet, ses parents Domenico et Bastianina Martini, originaire de Sassari, font partie des fondateurs du Partito d'Azione (1942).

### Pendant la guerre
En 1942, à seize ans, elle est étudiante au Liceo ginnasio statale Terenzio Mamiani. Par l'intermédiaire de Lucio Lombardo Radice, Marisa rejoint l'organisation clandestine du Parti communiste italien en même temps que sa camarade d'études Adele Maria Jemolo, future épouse de Lombardo Radice. Elle s'inscrit à la faculté de physique de l'Université de Rome.
Rapidement, elle devient active dans les rangs des anti fascistes et adhère aux groupes d'action patriotique (Gruppi di Azione Patriottica - GAP), sous le nom de Rosa, dans la formation conduite par Franco Calamandrei, qui regroupe aussi  Carla Capponi, Maria Teresa Regard, Rosario Bentivegna, Mario Fiorentini, Lucia Ottobrini, Luigi Pintor, Pasquale Balsamo, Carlo Salinari et Franco Ferri. À dix huit ans, Rosa est la cadette de l'organisation.
Elle participe à de nombreuses actions contre les troupes allemandes : 
- Le 3 mars 1944, elle est présente lors de l'assassinat de Teresa Gullace.
- Le 23 mars, participe à l'attaque d'une compagnie de police du bataillon Bozen via Rasella[2],[3].

Le 7 avril, Marisa Musu est capturée en même temps que Pasquale Balsamo et Ernesto Borghesi et est condamnée à la peine de mort par le tribunal de guerre nazi. Néanmoins elle réussit à s'évader de l'Arcispedale Santo Spirito in Saxia où elle était hospitalisée à la suite d'une maladie (simulée) et rentre dans la clandestinité jusqu'à la libération de Rome (4 juin 1944).

### Après la libération
Marisa Musu continue son activité politique au sein du PCI, à côté d'Enrico Berlinguer dans la  Federazione Giovanile Comunista Italiana, entrant par la suite au comité central du parti.
Elle devient journaliste, travaille à Paese Sera et à L'Unità; pour le compte de ces quotidiens, elle a couvert le Printemps de Prague (1968), a été envoyée au Vietnam, Mozambique, Palestine et Amérique latine.
En 1976, avec Gianni Rodari elle participe à la fondation du Coordinamento genitori democratici, une association prônant une éducation à base de principes laïques et démocratiques dont elle a été présidente pendant quelques années ; pendant dix ans, succédant à Gianni Rodari, elle a été directrice du mensuel Il giornale dei Genitori.

### Charges couvertes
Membre de la direction de l'Associazione Nazionale Partigiani d'Italia (ANPI), vice-présidente dell'ANPI provinciale de Rome, membre du Consiglio nazionale degli Utenti, présidente du comité TV e Minori, membre de la Commissione per le Revisioni cinematografiche, vice-présidente de la Federazione Mondiale della Gioventù Democratica et présidente de l' Associazione Ragazze d'Italia ainsi que conseillère communale pour le PCI à Rome.

## Distinction
| Médaille d'argent de la valeur militaire |

## Publications
- Marisa Musu, Enrico Berlinguer, La lotta della gioventù per la democrazia, Centro Diffusione Stampa del PCI, Rome, 1947
- Marisa Musu, Elvira Pajetta, Alle ragazze d'Italia, CDS, Rome, 1949
- Marisa Musu, a cura di Ennio Polito La ragazza di via Orazio. Vita di una comunista irrequieta, Mursia, 1997
- Marisa Musu, Ennio Polito, Roma ribelle. La resistenza nella capitale 1943-1944, Teti, 1999
- Marisa Musu, Ennio Polito, I bambini dell'Intifada. Venti storie di ragazzi palestinesi. Un'indagine sull'infanzia nei Territori occupati, Editori Riuniti, Rome, 1991
- Marisa Musu et Luisa Quaranta, Il bambino violato, La Nuova Italia, 1991
- Carlo Bernardini, Giorgio Celli, Tullio De Mauro, Emanuele Luzzati, Marisa Musu, Dire fare giocare con Gianni Rodari: Luoghi, personaggi, animali, invenzioni della fantasia dei bambini, Fatatrac, Florence, 1990

## Sources
- (it) Cet article est partiellement ou en totalité issu de l’article de Wikipédia en italien intitulé « Marisa Musu » (voir la liste des auteurs).